# Amber Barrett
Amber Barrett (Milford, 16 gennaio 1996) è una calciatrice irlandese, attaccante dello Standard Liegi e della nazionale irlandese.

## Carriera

### Club
Amber Barrett, dopo aver giocato nel Lagan Harps, squadra con sede a Manorcunningham, piccolo centro nella Contea di Donegal, dal 2015 si trasferisce al Peamount United, formazione con cui al termine dei campionati 2016 e 2017 vince la classifica delle marcatrici con 16 reti in entrambi i tornei, sfiorando nel 2017 il titolo, perso nell'ultimo incontro con le avversarie del Wexford Youths vittoriose per 2-0, e classificandosi al secondo posto a due punti dalle rivali.
Dopo tre stagioni di fila al Colonia, per la stagione 2022-23 si è trasferita al Turbine Potsdam, continuando a giocare in Frauen-Bundesliga, massima serie del campionato tedesco.

### Nazionale
Barrett inizia ad essere convocata dalla federazione calcistica dell'Irlanda (FAI) dal 2011, inizialmente nella formazione Under-17 impegnata nella fase di qualificazione all'edizione 2012 dell'Europeo di categoria, dove gioca tutti i sei incontri delle due fasi eliminatorie e il 12 ottobre sigla la sua prima rete in nazionale aprendo le marcature nell'incontro vinto per 6-0 sulle pari età della Macedonia, senza che tuttavia la sua squadra riesca ad accedere alla fase finale. Rimane in rosa anche per la fase di qualificazione all'edizione successiva, dove l'Irlanda supera agevolmente la prima fase ma, con due sconfitte e un pareggio nel secondo turno viene nuovamente eliminata dal torneo. In quell'occasione Barrett scende in campo in cinque dei sei incontri disputati dalla sua nazionale.
Durante il 2013 passa alla Under-19, inserita in rosa nella squadra impegnata nella fase di qualificazione all'Europeo di Norvegia 2014, dove viene impiegata in due dei sei incontri, e nella successiva all'Europeo di Israele 2015, scendendo in campo in una sola occasione. In entrambe l'Irlanda fallisce l'accesso alla fase finale.
Viene convocata dal Commissario tecnico della nazionale maggiore Colin Bell per la fase di qualificazione della zona UEFA ai Mondiali di Francia 2019. Bell la impiega in tutti gli 8 incontri del gruppo 3, dove Barrett il 6 aprile 2018 va a segno per la prima volta in carriera nella formazione senior portando sul 2-1 il risultato con le avversarie della Slovacchia, tuttavia la squadra perdendo gli scontri diretti con Norvegia, entrambi, e Paesi Bassi, pareggio interno e sconfitta in trasferta, viene esclusa dalla fase finale del torneo..

## Palmarès

### Individuale
- Capocannoniere del campionato irlandese: 2

2016 (16 reti), 2017 (16 reti)
- Team of the Season:

2018